# Leerlauf (Elektrotechnik)
Als Leerlauf wird in der Elektrotechnik der Zustand bezeichnet, bei dem an einer elektrischen Spannungsquelle (bzw. einem Stromerzeugungsaggregat) kein elektrischer Verbraucher angeschlossen ist bzw. in eingeschaltetem Zustand betrieben wird. Es fließt in diesem Fall kein elektrischer Strom, die Leerlaufspannung der Spannungsquelle erreicht ihren Höchstwert.
Der Gegensatz zum elektrischen Leerlauf ist der elektrische Kurzschluss einer Spannungsquelle, bei dem der Strom durch eine nahezu widerstandslose elektrische Leitungsbrücke einen Maximalwert erreicht, solange die Spannung vom Stromerzeuger noch bereitgestellt wird. Die elektrische Spannung am Ausgang erreicht dabei angenähert den Wert Null.
Davon abzugrenzen ist der Betrieb elektrischer Maschinen, die zwar Leistung aufnehmen, jedoch außer der internen Eigenbewegung keine mechanische Arbeit verrichten, also auf der Antriebsseite im Leerlauf betrieben werden. Der Strom, der für diesen Betriebsfall fließt, wird als Leerlaufstrom bezeichnet, die von der Maschine aufgenommene Leistung als Leerlaufverlust. Diese Leistung ist geringer als im Betrieb bei Volllast oder Teillast.